# لئنا اوئوتیلا
لئنا اوئوتیلا (فنلاندی: Leena Uotila؛ زادهٔ ۱۶ ژوئن ۱۹۴۷) بازیگر اهل فنلاند است.
از فیلم‌هایی که وی در آن‌ها نقش داشته است، می‌توان به هلسینکی و جاده شمال اشاره نمود.